# 奥地利联邦国
奧地利聯邦國（德語：Bundesstaat Österreich；通稱）是一個1934年至1938年間存在的國家，它是奧地利第一共和國的延續，由奧地利祖國陣線一黨獨裁。奧地利聯邦國中的聯邦概念最初是由庫爾特·許士尼格和恩格爾伯特·陶爾斐斯共同提出，是基於意大利法西斯主義和保守天主教影響建立的權威政府。
奧地利聯邦國政權于1938年3月13日被德國合併而結束，直到1955年才重新成爲獨立的政權。